# Якубович, Александр Иванович
Алекса́ндр Ива́нович Якубо́вич (1792 — 3 [15] сентября 1845, Енисейск, Енисейская губерния, Российская империя) — декабрист, капитан Нижегородского драгунского полка, литератор.

## Военная карьера
Воспитывался в Благородном пансионе при Московском университете. С 21 августа 1813 года служил юнкером в лейб-гвардии Уланского полка, с 17 ноября 1814 года — портупей-юнкер, с 20 декабря 1816 года — корнет. 20 января 1818 года за участие в качестве секунданта В. В. Шереметева в четверной дуэли А. П. Завадовского с В. В. Шереметевым Высочайшим приказом был переведён прапорщиком на Кавказ в Нижегородский драгунский полк. 23 октября того же года был произведён в поручики.
9 августа 1820 года за боевое отличие при разгроме неприятеля у селения Хосрех и покорении Казикумухского ханства произведён в штабс-капитаны. В 1823 году за отличие в сражениях был награждён орденом Святого Владимира 4 степени с бантом. Получил на Кавказе немалую известность своими лихими набегами на горцев. 24 июня 1823 года во время экспедиции Вельяминова за Кубань получил тяжёлую рану в голову, из-за которой впоследствии носил постоянную повязку. 14 июня 1824 года получил чин капитана.
На Кавказе славился небывалой удалью, чем снискал себе славу по обе стороны Кубани. Бывало, что горцы впадали в страх только при слухах о его появлении на линии. Сам же Якубович настолько сроднился с обычаями горцев и образом войны, с вооружением и одеждой, что мало чем от них отличался. При каждой встрече с черкесами, он первым бросался в бой и собственноручно истреблял каждого врага.

## Член общества декабристов

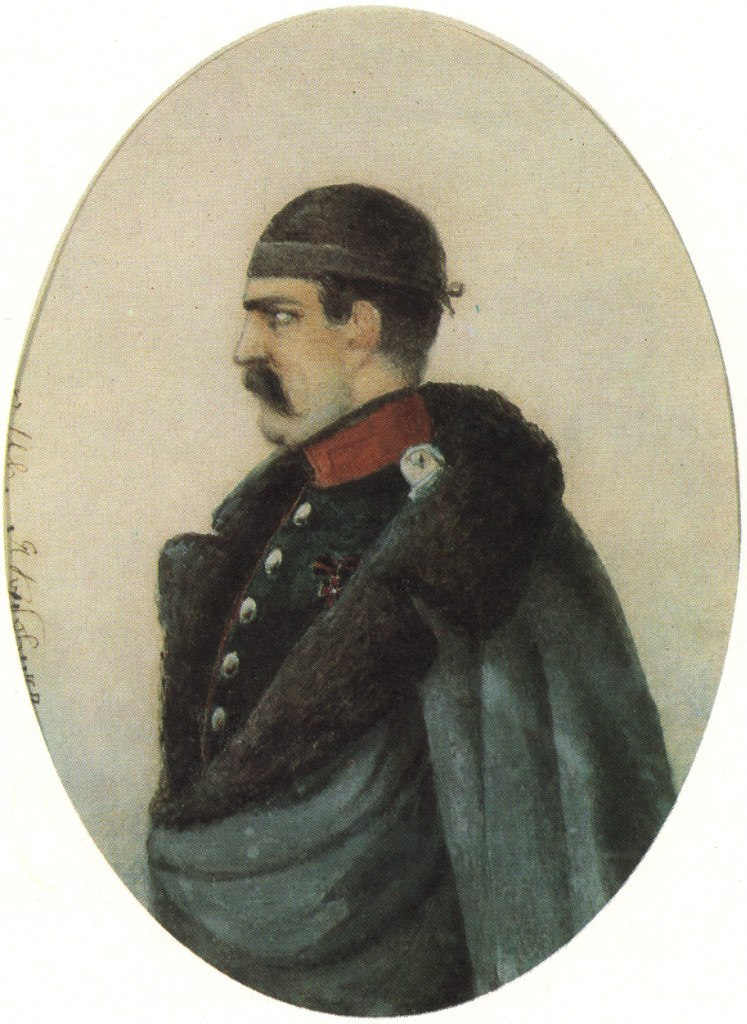
Портрет работы Петра Каратыгина, 1825 г.

В конце 1824 года Якубович был уволен в отпуск для операции в клинике Санкт-Петербургской медико-хирургической академии. В 1825 году он приехал в Петербург, где вскоре сблизился с членами Северного общества декабристов. Согласно плану декабристов, в день восстания Якубович, командуя Лейб-гвардии Измайловским полком и лейб-гвардии Морским экипажем, должен был захватить Зимний дворец и арестовать императорскую семью. Но непосредственно в день восстания, 14 декабря 1825 года, в 6 часов утра Якубович отказался выполнять намеченное.
Роль Якубовича в самом событии 14 декабря 1825 г. была двойственна и не совсем понятна: сначала он отговаривал А. Бестужева от решительных действий, потом сам повёл с Гороховой, где жил, Семёновский полк, затем исчез с Сенатской площади, сославшись на головную боль, потом опять появился, пробыл значительное время вблизи императора Николая I, сам вызвался идти от него для уговоров своих товарищей сложить оружие, но потом сам же советовал им держаться крепко. Таким образом, в душе Якубовича в это время происходила борьба каких-то противоположных чувств и расчётов, повергшая его в нерешительность и даже вызвавшая подозрение в двуличности.
Признанный по суду виновным в умысле на цареубийство и в активном участии в мятеже, он был причислен к преступникам первого разряда и приговорен к смертной казни, а после помилования и смягчения участи сослан на вечную каторгу (позднее срок был сокращён до 20 лет, а затем и до 15 лет). Отбывал в Петровском заводе и на Нерчинских рудниках. С 1839 года — находился на поселении в деревне Малая Разводная около Иркутска.

## Последние годы
По донесению полковника корпуса жандармов Я. Д. Казимирского, который летом 1845 года находился на золотых промыслах Енисейского округа, Якубович был «одержим тяжкою болезнью, лишился употребления ног и от раскрытия головной раны нередко бывает в припадке безумия», вследствие этого енисейский губернатор В. К. Падалка распорядился о перемещении Якубовича в ближайшую больницу города Енисейска. Александр Иванович был доставлен туда 14 сентября 1845 года, а на следующий день скончался от «водяной болезни в груди».

## Память
- Стихотворение Вильгельма Кюхельбекера 1846 года «На смерть Якубовича».
- 6 октября 1923 года в честь Якубовича была названа улица в Петрограде[3].

## Образ в кино
- «Декабристы» — актёр Александр Лариков
- «Звезда пленительного счастья» — актёр Михаил Боярский

## Потомки
- Якубович, Михаил Петрович — правнук, меньшевик